# المطارفة (ولاية تيميمون)
المطارفة بلدية من بلديات ولاية تيميمون، كانت بلدية المطارفة تابعة إداريا إلى ولاية أدرار في الجزائر. حيث انبثقت عن التقسيم الإداري لسنة 1985. وبتاريخ 11 ديسمبر 2019 بعد صدور القانون المتعلق بالتنظيم الإقليمي للبلاد بإستحداث عشرة ولايات جديدة ضمت إلى الولاية المستحدثة ولاية تيميمون.

## المناخ
يظهر الجدول التالي التغييرات المناخية على مدار السنة لالمطارفة:
| البيانات المناخية لـالمطارفة      | البيانات المناخية لـالمطارفة | البيانات المناخية لـالمطارفة | البيانات المناخية لـالمطارفة | البيانات المناخية لـالمطارفة | البيانات المناخية لـالمطارفة | البيانات المناخية لـالمطارفة | البيانات المناخية لـالمطارفة | البيانات المناخية لـالمطارفة | البيانات المناخية لـالمطارفة | البيانات المناخية لـالمطارفة | البيانات المناخية لـالمطارفة | البيانات المناخية لـالمطارفة | البيانات المناخية لـالمطارفة |
| الشهر                             | يناير                        | فبراير                       | مارس                         | أبريل                        | مايو                         | يونيو                        | يوليو                        | أغسطس                        | سبتمبر                       | أكتوبر                       | نوفمبر                       | ديسمبر                       | المعدل السنوي                |
| --------------------------------- | ---------------------------- | ---------------------------- | ---------------------------- | ---------------------------- | ---------------------------- | ---------------------------- | ---------------------------- | ---------------------------- | ---------------------------- | ---------------------------- | ---------------------------- | ---------------------------- | ---------------------------- |
| متوسط درجة الحرارة الكبرى °م (°ف) | 20.0 (68.0)                  | 22.7 (72.9)                  | 27.4 (81.3)                  | 32.6 (90.7)                  | 36.5 (97.7)                  | 42.8 (109.0)                 | 45.8 (114.4)                 | 44.3 (111.7)                 | 40.2 (104.4)                 | 33.0 (91.4)                  | 25.2 (77.4)                  | 18.1 (64.6)                  | 32.4 (90.3)                  |
| المتوسط اليومي °م (°ف)            | 12.2 (54.0)                  | 14.8 (58.6)                  | 19.1 (66.4)                  | 24.2 (75.6)                  | 28.1 (82.6)                  | 34.1 (93.4)                  | 37.0 (98.6)                  | 35.8 (96.4)                  | 32.2 (90.0)                  | 25.4 (77.7)                  | 18.1 (64.6)                  | 12.0 (53.6)                  | 24.4 (76.0)                  |
| متوسط درجة الحرارة الصغرى °م (°ف) | 4.4 (39.9)                   | 7.0 (44.6)                   | 10.9 (51.6)                  | 15.9 (60.6)                  | 19.8 (67.6)                  | 25.4 (77.7)                  | 28.2 (82.8)                  | 27.3 (81.1)                  | 24.2 (75.6)                  | 17.8 (64.0)                  | 11.1 (52.0)                  | 6.0 (42.8)                   | 16.5 (61.7)                  |
| الهطول مم (إنش)                   | 1 (0.0)                      | 2 (0.1)                      | 3 (0.1)                      | 1 (0.0)                      | 1 (0.0)                      | 0 (0)                        | 0 (0)                        | 1 (0.0)                      | 1 (0.0)                      | 2 (0.1)                      | 2 (0.1)                      | 2 (0.1)                      | 16 (0.5)                     |
| المصدر: climate-data.org          |                              |                              |                              |                              |                              |                              |                              |                              |                              |                              |                              |                              |                              |

## رؤساء البلديات
- كورط محمد 1985 إلى 1990
- ومن 1990 إلى 1995
- مدقن محمد الشيخ من 1995 إلى 2007.

قصورها أو قوراها هي المطارفة، الساهلة، أولادراشد، أولاد محمود، اوفران، أولادعلي
يشقها الطريق الوطني رقم 51 والطريق الوطني رقم 51أ
أهم الوعدات أو الزيارات هي
سيدي عبد الله بن علي أولاد محمود يوم 12 ربيع الأول
سيدي الحاج بن أحمد بن طمطام أولاد راشد 22 ماي
سيدي بن حمادي المطارفة 29 ماي
سيدي أحمد إبراهيم الساهلة 12 ماي
سيدي بوسلهام اوفران
لالا مغالم أولاد علي
أولادراشد هو القصر الوحيد الذي يتكلم اللغة الأمازيغية ولكن هي في طريق
الانقراض لعدم استعمالها من طرف الاجيال الحالية